# Anoplodactylus krappi
Anoplodactylus krappi is een zeespin uit de familie Phoxichilidiidae. De soort behoort tot het geslacht Anoplodactylus. Anoplodactylus krappi werd in 1990 voor het eerst wetenschappelijk beschreven door Müller. 